# Paracrocnida
Paracrocnida is een geslacht van slangsterren uit de familie Amphiuridae.

## Soorten
- Paracrocnida persica Mortensen, 1940
- Paracrocnida sinensis (A.H. Clark, 1917)